# Wawne
Wawne är en ort och civil parish i Storbritannien.   Den ligger i kommunen East Riding of Yorkshire och riksdelen England, i den sydöstra delen av landet, 260 km norr om huvudstaden London. Wawne ligger 6 meter över havet och antalet invånare är 975.
Terrängen runt Wawne är platt, och sluttar österut. Runt Wawne är det tätbefolkat, med 276 invånare per kvadratkilometer. Närmaste större samhälle är Kingston upon Hull, 8,1 km söder om Wawne. Runt Wawne är det i huvudsak tätbebyggt.